# Тур де Франс 1907
Тур де Франс 1907 — 5-я супервеломногодневка по дорогам Франции, победу в которой одержал Люсьен Пети-Бретон.

## Этапы
По сравнению с предыдущим годом, количество этапов увеличилось на 1, с 13 до 14, хотя их протяжённость немного сократилась. Этапы со 2-го по 6-й (на востоке страны) считались горными, остальные равнинными. Маршрут снова включал немецкую Эльзас-Лотарингию, где пограничники задерживали пелотон в обоих случаях пересечения границы, на 2-м и 3-м этапах. На 4-м этапе гонщики проехали через швейцарскую Женеву. Учитывая, что Эльзас-Лотарингия позже вернулась в состав Франции, Тур 1907 стал первым, вышедшим за современные границы государства.
| Этап | Дата      | Маршрут          | Рельеф    | Длина, км | Победитель                            | Лидер гонки              |
| ---- | --------- | ---------------- | --------- | --------- | ------------------------------------- | ------------------------ |
| 1    | 8 Июля    | Париж — Рубе     | Равнинный | 272       | Луи Трусселье (FRA)                   | Луи Трусселье (FRA)      |
| 2    | 10 Июля   | Рубе — Мец       | Равнинный | 398       | Эмиль Жорже (FRA) Луи Трусселье (FRA) | Луи Трусселье (FRA)      |
| 3    | 12 Июля   | Мец — Бельфор    | Горный    | 259       | Эмиль Жорже (FRA)                     | Эмиль Жорже (FRA)        |
| 4    | 14 Июля   | Бельфор — Лион   | Горный    | 309       | Марсель Кадолль (FRA)                 | Эмиль Жорже (FRA)        |
| 5    | 16 Июля   | Лион — Гренобль  | Горный    | 311       | Эмиль Жорже (FRA)                     | Эмиль Жорже (FRA)        |
| 6    | 18 Июля   | Гренобль — Ницца | Горный    | 345       | Жорж Пассерьё (FRA)                   | Эмиль Жорже (FRA)        |
| 7    | 20 Июля   | Ницца — Ним      | Равнинный | 345       | Эмиль Жорже (FRA)                     | Эмиль Жорже (FRA)        |
| 8    | 22 Июля   | Ним — Тулуза     | Равнинный | 303       | Эмиль Жорже (FRA)                     | Эмиль Жорже (FRA)        |
| 9    | 24 Июля   | Тулуза — Байонна | Равнинный | 299       | Люсьен Пети-Бретон (FRA)              | Эмиль Жорже (FRA)        |
| 10   | 26 Июля   | Байонна — Бордо  | Равнинный | 269       | Гюстав Гарригу (FRA)                  | Люсьен Пети-Бретон (FRA) |
| 11   | 28 Июля   | Бордо — Нант     | Равнинный | 391       | Люсьен Пети-Бретон (FRA)              | Люсьен Пети-Бретон (FRA) |
| 12   | 30 Июля   | Нант — Брест     | Равнинный | 321       | Гюстав Гарригу (FRA)                  | Люсьен Пети-Бретон (FRA) |
| 13   | 1 августа | Брест — Кан      | Равнинный | 415       | Эмиль Жорже (FRA)                     | Люсьен Пети-Бретон (FRA) |
| 14   | 4 августа | Кан — Париж      | Равнинный | 251       | Жорж Пассерьё (FRA)                   | Люсьен Пети-Бретон (FRA) |

## Ход гонки
На гонку заявились 110 гонщиков, 17 из них не вышли на старт. Эмиль Жорже выглядел значительно сильнее соперников: из первых 9 этапов он выиграл 5, и лидировал с большим преимуществом над ближайшими преследователями, Люсьеном Пети-Бретоном и Луи Трусселье. В день 10-го этапа Луи Трусселье потребовал дисквалификации лидера, так как в ходе 9-го этапа тот поменял велосипед, хотя любая помощь извне была запрещена. Организаторы приняли более мягкое решение: перенесли Жорже на последнее место протокола 9-го этапа, с 4-го на 48-е. Эмиль опустился на 4-е место общего зачёта, но Луи Трусселье этим не удовлетворился, и вся его команда сошла с гонки в знак протеста. 
|                   | Эмиль Жорже | Люсьен Пети-Бретон | Луи Трусселье | Гюстав Гарригу |
| ----------------- | ----------- | ------------------ | ------------- | -------------- |
| После 9-го этапа  | 17          | 37                 | 40            | ?              |
| После 10-го этапа | 64          | 39                 | †             | 54             |

Для Пети-Бретона победа на 9-м этапе осталась единственной на Туре, но, выйдя на первое место, он сохранил большое преимущество над остальными 33 гонщиками до финиша многодневки, в первую очередь над Гюставом Гарригу. Жорже стал 3-м, ему также был присуждён приз лучшему горняку.

## Итоговый зачёт
|    | Гонщик                   | Спонсор        | Очки |
| -- | ------------------------ | -------------- | ---- |
| 1  | Люсьен Пети-Бретон (FRA) | Peugeot-Wolber | 47   |
| 2  | Гюстав Гарригу (FRA)     | Peugeot-Wolber | 66   |
| 3  | Эмиль Жорже (FRA)        | Peugeot-Wolber | 74   |
| 4  | Жорж Пассерьё (FRA)      | Peugeot-Wolber | 85   |
| 5  | Франсуа Божендр (FRA)    | Peugeot-Wolber | 123  |
| 6  | Эберардо Павези (ITA)    | Otav           | 150  |
| 7  | Франсуа Фабер (LUX)      | Labor-Dunlop   | 156  |
| 8  | Огюстен Ринжеваль (FRA)  | Labor-Dunlop   | 184  |
| 9  | Алоис Катто (BEL)        | –              | 196  |
| 10 | Фердинан Пеян (FRA)      | –              | 227  |